# Jonny Rödlund
Jonny Rödlund (Västerås, 22 december 1971) is een voormalig Zweeds voetballer die speelde als aanvallende middenvelder gedurende zijn loopbaan. Hij stapte later het trainersvak in.

## Clubcarrière
Rödlund beëindigde zijn carrière in 2006 bij de Zweedse club Skiljebo SK. Eerder speelde hij onder andere voor IFK Norrköping, Sporting Braga en Energie Cottbus.

## Interlandcarrière
Rödlund speelde in de periode 1990-1992 in totaal twee officiële wedstrijden voor de Zweedse nationale ploeg. Onder leiding van bondscoach Olle Nordin maakte hij zijn debuut op 14 februari 1990 in Dubai tegen de Verenigde Arabische Emiraten (2-1). Andere debutanten in dat duel waren Jean-Paul Vonderburg (Malmö FF), Pontus Kåmark (IFK Göteborg), Stefan Schwarz (Malmö FF), Sven Andersson (Örgryte IS) en Magnus Erlingmark (Örebro SK).
Rödlund vertegenwoordigde zijn vaderland bij de Olympische Spelen van 1992 in Barcelona, waar de ploeg onder leiding van bondscoach Nisse Andersson in de kwartfinales uitgeschakeld werd door Australië (1-2). Hij scoorde twee keer tijdens dat toernooi.

## Erelijst
IFK Norrköping
- Zweeds landskampioen

1989
- Zweedse beker

1991